# Полозы
Стро́йные по́лозы, по́лозы, или настоя́щие по́лозы (лат. Coluber), — род змей семейства ужеобразных. По состоянию на август 2024 года считается монотипическим и включает единственный вид — чёрного полоза (Coluber constrictor), который является типовым видом рода.
Состав рода неоднократно пересматривался, в разное время в него включали многие виды, относимые теперь к более чем 60 родам из семейств Colubridae, Elapidae, Homalopsidae, Pythonidae, Psammophiidae, Pseudaspididae и Viperidae.